# Miroslav Uvízl
Miroslav Uvízl (* 10. dubna 1949) je bývalý československý fotbalový obránce.

## Fotbalová kariéra
Je odchovancem Slovanu Černovír. V nejvyšší soutěži odehrál za Zbrojovku Brno 47 utkání, aniž by skóroval. Ve druhé lize hrál za Spartu Praha. Ze Sparty odešel do KPS Brno. Na konci kariéry nastupoval za Sokol Kunštát, kde později působil i jako funkcionář.

## Ligová bilance
| Ročník                                   | Zápasy | Góly | Klub              |
| ---------------------------------------- | ------ | ---- | ----------------- |
| 1. československá fotbalová liga 1972/73 | 19     | 0    | TJ Zbrojovka Brno |
| 1. československá fotbalová liga 1973/74 | 21     | 0    | TJ Zbrojovka Brno |
| 1. československá fotbalová liga 1974/75 | 7      | 0    | TJ Zbrojovka Brno |
| Česká národní fotbalová liga 1978/79     | -      | -    | TJ KPS Brno       |
| CELKEM 1. LIGA                           | 47     | 0    |                   |